# Chery Tiggo
Chery Tiggo — компактный кроссовер, выпускаемый компанией Chery.

## Первое поколение
Основное производство сосредоточено в Китае, но также выпускался в Уругвае, Италии (DR Motor DR5), Египте, а также в России. Автомобили для российского рынка выпускали на заводах «Автотор» в Калининграде (до 2008 года), ТагАЗ в Таганроге и Derways в Черкесске (до 2016 года). Также в Таганроге кроссовер производили под именем Vortex Tingo.
По оценкам журналистов, некоторые элементы экстерьера автомобиля были скопированы с японского кроссовера Toyota RAV4.

## Второе поколение
Автомобиль сконструирован на базе платформы переднеприводной легковушки Chery A13. Кузов, дверные проемы, остекление и крыша — всё перешло от легковой модели, но кроссовер получил иное оформление передней части, увеличенные колесные арки, молдинги по бокам и рейлинги на крыше.
Разработкой дизайна занималась команда под руководством Джеймса Хоупа, пришедшего в Chery в 2012 году. Модель была представлена в апреле 2016 года на Пекинском международном автосалоне. На внутрикитайском рынке автомобиль получил название «Tiggo 3X». Продажи начались 16 ноября 2016 года.
С мая 2017 года модель под названием «Tiggo 2» начала продаваться в России по цене от 759 900 руб. С сентября 2017 года модель, собираемая в Италии на заводе DR Motor Company и получившая название «DR3», начала продаваться в Европе по цене от 14 980 евро (около 1 050 000 руб.).

### Технические характеристики
Передняя подвеска независимая типа МакФерсон. Задняя подвеска простой архитектуры полузависимого типа со стабилизаторами поперечной устойчивости. Модель выпускается только с передним приводом. Двигатель: 
- на китайском и российском рынках — 1.5-литровый бензиновый рядный шестнадцатиклапанный мотор мощностью в 106 л.с.[4]
- на европейском рынке используется 1,4-литровый бензиновый двигатель мощностью 109 л. с.

Производитель не афиширует официальный показатель динамики разгона автомобиля с места до 100 км/ч, указывая лишь его максимальную скорость в 170 км/ч. 
Модель доступна в одной из двух комплектаций — Comfort и Luxury, причём базовая Comfort уже имеет кондиционер, датчики парковки и передние подушки безопасности, а комплектация Luxury включает кожаный салон, мультимедийную систему Cloudrive, камеру заднего вида и другие опции.

### В России
Продажи начались в мае 2017 года. Модель рассматривается в качестве конкурента Lada XRAY, на который Tiggo 2 похож общей концепцией и почти одинаковыми размерами.
В российском офисе компании Chery озвучили планы продаж по 200 автомобилей в месяц, однако план не был выполнен и наполовину (891 шт. за 2017 год), но и с такой цифрой автомобиль вошёл в ТОП-10 самых продаваемых в России китайских автомобилей. Далее модель так и не пользовалась спросом и в начале 2020 года покинула рынок; всего за всё время продаж было реализовано 1991 единица.

## Четвёртое поколение
Китайский автопроизводитель Chery представил в России новый кроссовер Tiggo 4. 

## Все варианты Chery Tiggo
Chery Tiggo
Chery Tiggo 2
Chery Tiggo 2 pro
Chery Tiggo 3
Chery Tiggo 4
Chery Tiggo 4 pro
Chery Tiggo 5
Chery Tiggo 7
Chery Tiggo 7 plus
Chery Tiggo 7 pro
Chery Tiggo 7 pro max
Chery Tiggo 8
Chery Tiggo 8 pro
Chery Tiggo 8 pro max
Chery Tiggo 9